# Poezio
Poezio, qui signifie poésie en esperanto, est un logiciel libre, client console de messagerie instantanée pour le protocole XMPP.
Il a pour but de permettre de se connecter simplement (sans création de compte) au réseau et de rejoindre des salons de discussion immédiatement. Son utilisation tente de se rapprocher de celle des clients IRC les plus populaires (weechat, irssi, etc). Ainsi, de nombreuses commandes sont identiques à ces derniers, et la configuration se fait dans un fichier texte ou directement depuis le client.

## Fonctionnalités
- Gestion du roster
- Gestion des salons de discussion
- Auto-complétion des pseudos
- Auto-complétion des mots
- Commandes assez proches de celles d’IRC
- Marque-pages des salons de discussion
- Coloration des pseudonymes (lorsque les participants parlent) avec une couleur qui leur est propre
- Gestion des couleurs dans la liste de contacts (selon le statut des participants)
- Différenciation des participants par couleur selon leur rôle
- Gestion des vCards/avatars (envoi de l'avatar uniquement)
- Gestion des statuts
- Possibilité d’être dans plusieurs salons à la fois
- Gestion de l’état (en train d’écrire, arrêté, actif, etc)
- Console XML
- Gestion des thèmes
- Extensible avec des plugins